# جزایر خزر
جزایر خزر (به ترکی آذربایجانی: Xəzər adaları) نام ۴۱ جزیره مصنوعی در حال ساخت در سواحل جنوبی شهر باکو در جمهوری آذربایجان است. مساحت مجموع این جزایر ۲۰ کیلومتر مربع خواهد بود.